# المعهد التحضيري للدراسات الهندسية ببنزرت
المعهد التحضيري للدراسات الهندسية ببنزرت هو مؤسسة عمومية تونسية للتعليم العالي في ميدان البيوتكنولوجيا تابع لوزارة التعليم العالي والبحث العلمي والتكنولوجيا يدرس به سنتين من المرحلة التحضيرية العلمية(رياضيات-فيزياء وفيزياء كيمياء) ومرحلة تحضيرية بيوبوجيا جيولوجيا

## وصلة خارجية
موقع المعهد التحضيري للدراسات الهندسية ببنزرت